# 別涅季夫卡
49°53′7″N 28°27′57″E / 49.88528°N 28.46583°E
別涅季夫卡（烏克蘭語：Бенедівка），是烏克蘭的村落，位於該國北部日托米爾州，由別爾季切夫區負責管轄，始建於1907年，面積0.59平方公里，海拔高度263米，2001年人口103。